# Joy Leutner
Joy Hansen Leutner (...) è un'ex triatleta statunitense.

## Carriera
Ha vinto la medaglia di bronzo ai mondiali di triathlon di Orlando con un tempo di 2:03:49, a pochi secondi dalla vincitrice di giornata, la connazionale Karen Smyers (2:03:32), e dalla canadese Carol Montgomery (2:03:46), argento.
Ha vinto, nuovamente, la medaglia di bronzo ai mondiali di Cancún del 1995. Anche in questa occasione ha vinto la statunitense Karen Smyers (2:04:58), davanti all'australiana Jackie Gallagher (2:05:22) e a Joy (2:05:49).
Nel corso della sua carriera, ha vinto una medaglia di bronzo nella gara di coppa del mondo di Las Vegas nel 1991. Nello stesso anno si è classificata 8ª ai mondiali di Gold Coast, vinti dalla canadese Joanne Ritchie sulla connazionale Terri Smith e sull'australiana Michellie Jones.
Nel 1992 ha vinto la gara di coppa del mondo di Las Vegas e si è classificata al 5º posto ai mondiali di Huntsville, vinti dall'australiana Michellie Jones.
L'anno successivo ai mondiali di Manchester non va oltre il 17º posto e si classifica 7º assoluta nella gara di coppa di Los Cabos.
Nel 1995, bronzo ottenuto ai mondiali a parte, si classifica 5º assoluta nella gara di coppa di Cleveland.
Nel 1996 nelle due gare giapponesi di Ishigaki e Gamagori ottiene rispettivamente un 15° ed un 18º posto assoluti.